# Hotel Silber (Erinnerungsort)

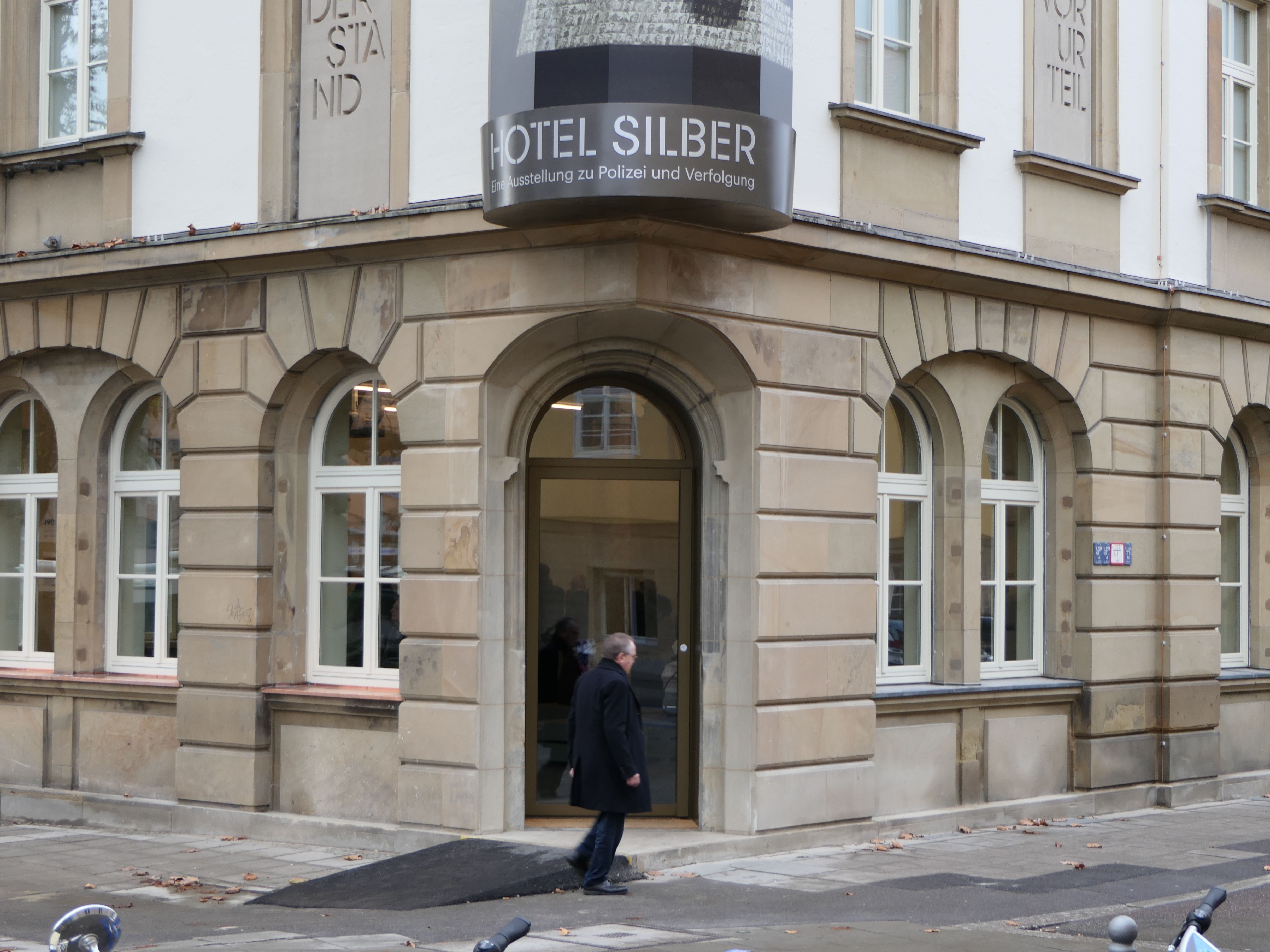
Eingang zur Ausstellung im Hotel Silber

Der Erinnerungsort Hotel Silber, auch Lern- und Gedenkort Hotel Silber oder kurz Hotel Silber genannt, ist ein Gedenkort im Hotel Silber in Stuttgart mit einer Dauerausstellung zum Thema „Polizei, Gestapo und Verfolgung“. Die Ausstellung behandelt die Verfolgung durch die Polizei von der Weimarer Republik bis in die Zeit der Bundesrepublik Deutschland, insbesondere die Verfolgung durch die Gestapo in der NS-Zeit im Gebiet von Württemberg und Hohenzollern.

## Ausstellungen

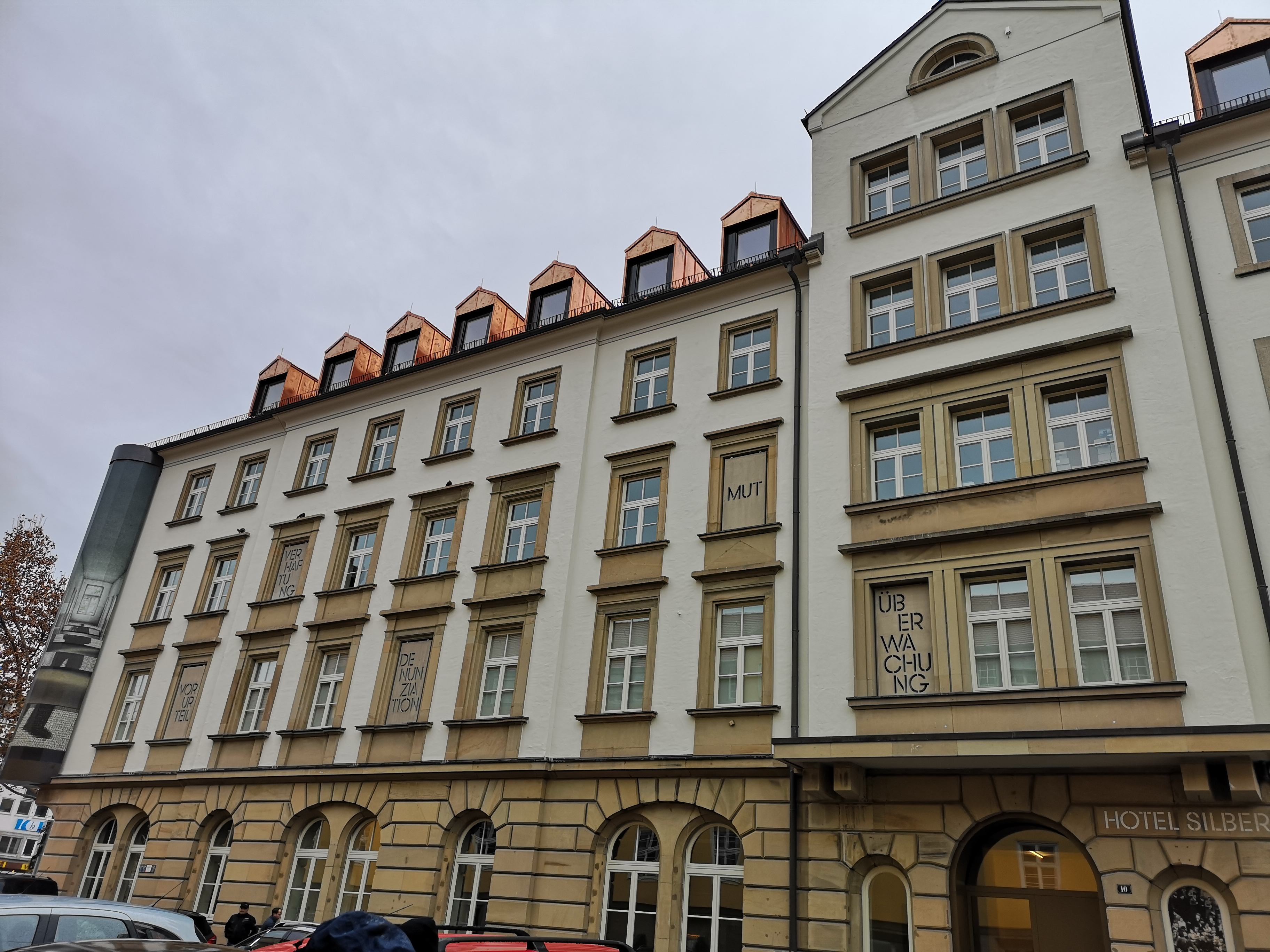
Hotel Silber, Ostflügel und mittlerer Gebäudeteil, nördliche Front an der Dorotheenstraße. Die Ausstellungen befinden sich im ersten und zweiten Obergeschoss des Ostflügels.

Die Dauerausstellung im Hotel Silber thematisiert die Geschichte der Polizei und der Verfolgung vor allem im heutigen Baden-Württemberg mit folgenden Aspekten:
- die Geschichte der Verfolgung durch die Polizei in „drei Systemen“ (Weimarer Republik, NS-Staat, Bundesrepublik Deutschland)
- die Beteiligung der Gestapo an der NS-Verfolgungs- und Vernichtungspolitik innerhalb und außerhalb Württembergs
- Kontinuitäten und Brüche im Umgang mit Minderheiten und in der Strafverfolgung
- das Selbstverständnis der Polizisten in Demokratie und Diktatur

Der Schwerpunkt der Dauerausstellung liegt auf der Verfolgung durch die politische Polizei bzw. die Gestapo im ehemaligen Hotel Silber. Für die Verfolgung der Sinti und Roma (Porajmos) und die Verfolgung der Homosexuellen war überwiegend die Kriminalpolizei zuständig, jedoch auch die Gestapo, die für Deportationen oder Einweisungen in Konzentrationslager verantwortlich war. Die Kriminalpolizei war seit 1895 im vormaligen Bürgerhospital im Hospitalhof untergebracht. Das Gebäude wurde 1944 durch die britische Luftwaffe zerstört.
Die Dauerausstellung wird durch Sonderausstellungen ergänzt. Die aktuelle Sonderausstellung „Gestapo vor Gericht“ wurde im Dezember 2023 eröffnet und soll noch bis Anfang Februar 2025 laufen.

## Vermittlungsbereiche
Der Erinnerungsort Hotel Silber führt regelmäßig verschiedene Projekte zur Geschichtsvermittlung für Kinder und Jugendliche durch. Hierbei werden die Ausstellungen und der historische Ort durch pädagogische Formate erschlossen und Kindern und Jugendlichen ab 13 Jahren näher gebracht. Es werden unter anderem Führungen zur Errichtung der NS-Diktatur und deren Ideologie und zur Erinnerungskultur durchgeführt. In einer Kooperation mit der Stauffenberg-Erinnerungsstätte findet in regelmäßigen Abständen ein Museumsgespräch zum Thema Widerstand und Verfolgung statt. Ebenfalls werden Kooperationen mit Schulen und deren Lehrkräften durchgeführt, um die Geschichtsvermittlung für Schulkinder zu ergänzen.

## Räume und Gestaltung

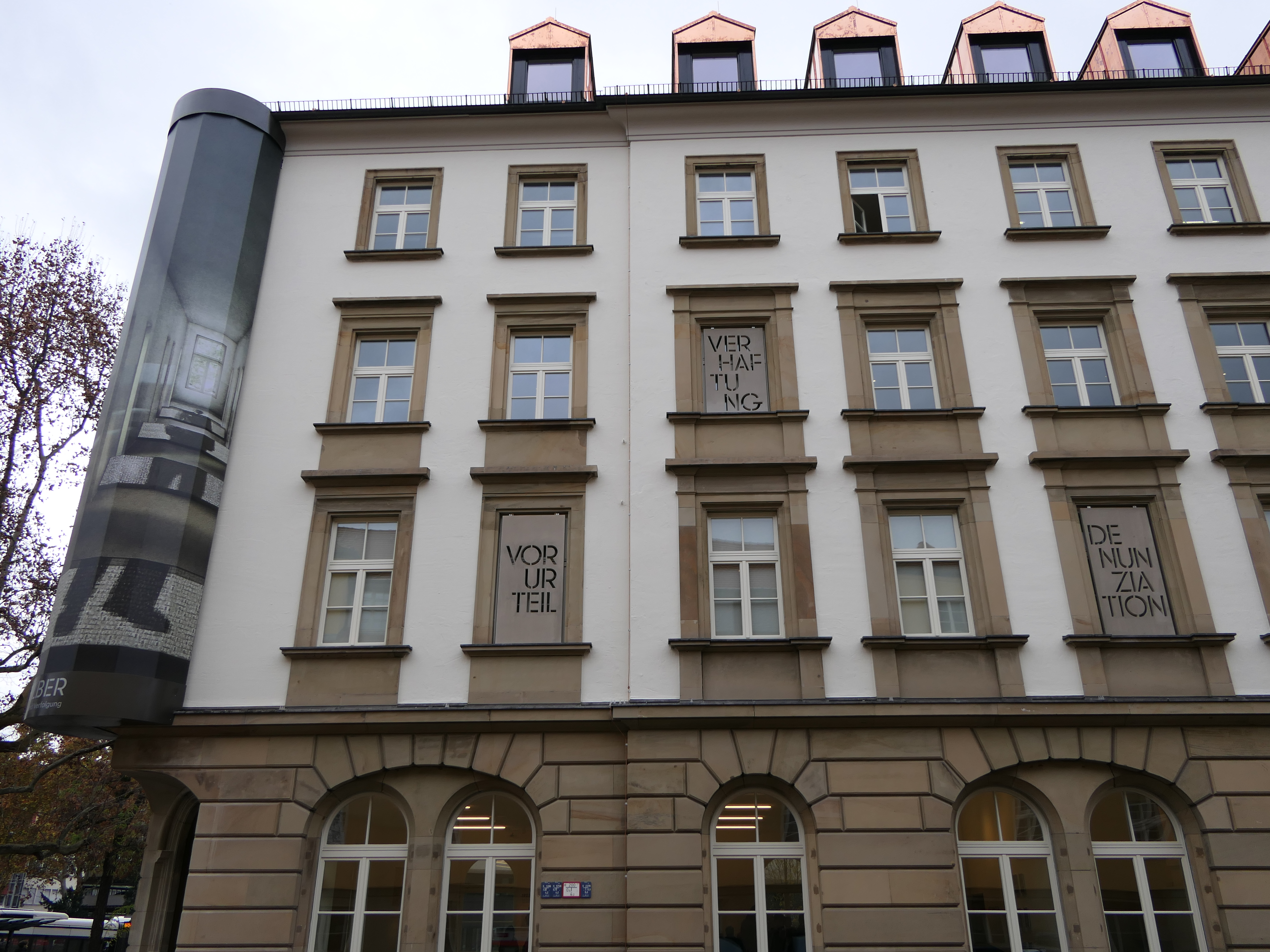
Teil der nördlichen Gebäudefront, links der Haupteingang. Drei der Fenster sind durch Platten mit den Begriffen „Vorurteil“, „Verhaftung“ und „Denunziation“ verdeckt. Insgesamt wurden elf Fenster mit solchen Platten verschlossen.

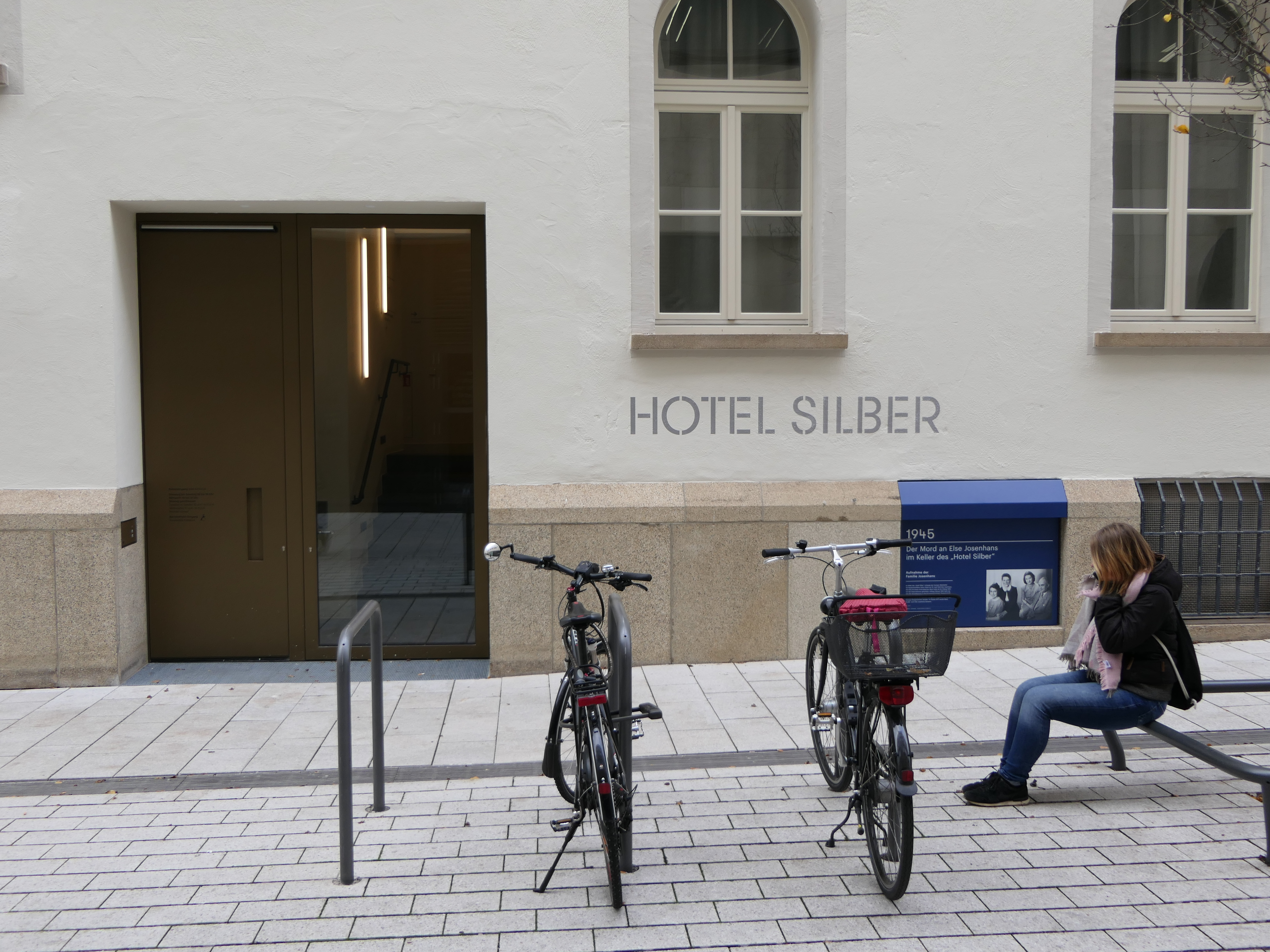
Zugang auf der Rückseite

Die Dauerausstellung befindet sich auf 300 m² im ersten Obergeschoss. Auf dem Boden des Flurs der Dauerstellung sind in Abständen fünf Lichtkästen angebracht. Über die gesamte Länge bilden kleine Fotos derjenigen, die im Hotel Silber für die Polizei tätig waren, zusammen den „Schattenriss eines Polizisten“. Dieses Motiv befindet sich auch auf dem bis zum Dachrand reichenden zylinderförmigen Textilbanner, das oberhalb des Haupteingangs angebracht ist.
Im zweiten Obergeschoss ist der Raum für die Wechselausstellungen. Im ersten und zweiten Obergeschoss sind elf Fenster an der Fassadenseite durch Platten verschlossen. Diese Platten tragen jeweils einen zentralen Begriff der Dauerausstellung als Aufschrift: Überwachung, Mut, Denunziation, Verhaftung, Vorurteil, Widerstand, Ausgrenzung, Verfolgung, Recht, Würde, Staatsschutz.
Im Erdgeschoss befinden sich das Eingangsfoyer (frühere Gaststätte) und Räume für Seminare. Auf rückwärtigen, südlichen Seite des Gebäudes befindet sich ein weiterer Zugang. Im Keller sind die Garderobe, die sanitären Einrichtungen und die technischen Anlagen untergebracht.

## Organisation

### Verträge
Die Zusammenarbeit zwischen dem Träger des Erinnerungsorts, den Partnern sowie weiteren Institutionen ist im Wesentlichen durch zwei Verträge geregelt. Dies sind:
- die Finanzierungs- und Organisationsvereinbarung zwischen dem Land Baden-Württemberg und der Stadt Stuttgart zum Erinnerungsort Hotel Silber[6]
- die Bürgerbeteiligungs- und Nutzungsvereinbarung zwischen dem Träger und der Initiative Lern- und Gedenkort Hotel Silber e. V.[7]

Die beiden Verträge wurden nach langen Verhandlungen am 15. Januar 2016 unterzeichnet.

### Träger und Partner
Träger der Einrichtung ist das Haus der Geschichte Baden-Württemberg. Der Erinnerungsort ist eine Außenstelle des Hauses der Geschichte Baden-Württemberg.
Der Träger arbeitet insbesondere bei der Programmgestaltung mit vier Partnern zusammen: der Initiative Lern- und Gedenkort Hotel Silber, der Landeshauptstadt Stuttgart, der Landeszentrale für politische Bildung Baden-Württemberg (LpB) und der Landesarbeitsgemeinschaft der Gedenkstätten und Gedenkstätteninitiativen in Baden-Württemberg (LAGG).
Der Erinnerungsort untersteht einer Rechts- und Fachaufsicht durch das Ministerium für Wissenschaft, Forschung und Kunst Baden-Württemberg.

### Gremien
Drei Gremien sind maßgeblich an Entscheidungen und Beratungen beteiligt:
- der Verwaltungsrat. Ihm gehören je zwei Vertreter des Ministeriums für Wissenschaft, Forschung und Kunst, des Ministeriums für Finanzen und Wirtschaft, der Stadt Stuttgart sowie der Bürgerschaft an. Der Verwaltungsrat beschließt den Wirtschaftsplan, die mittelfristige Finanzplanung und das Jahresprogramm. Zudem entscheidet er über Grundsatzfragen. Er tagt mindestens einmal im Jahr. Der Vorstand des Hauses der Geschichte Baden-Württemberg nimmt beratend an den Sitzungen teil.
- der Programmbeirat. In diesem beratenden Gremium sind die Bürgerschaft, die Stadt Stuttgart, die LpB und die LAGG vertreten.
- ein Runder Tisch. Ihm gehören an:
  - die Mitglieder des Verwaltungsrats
  - der Vorstand des Hauses der Geschichte Baden-Württemberg
  - je ein Vertreter des Staatsministeriums, der LpB und der LAGG
  - je ein Vertreter aller Fraktionen und Fraktionsgemeinschaften im Landtag
  - je ein Vertreter der Jugendorganisationen aller Parteien im Landtag
  - je ein Vertreter aller Fraktionen und Fraktionsgemeinschaften im Gemeinderat der Stadt Stuttgart
  - weitere zu bestimmende Vertreter „von gesellschaftlich relevanten Organisationen“

Der Runde Tisch berät den Verwaltungsrat und kann Empfehlungen aussprechen. Er soll einmal jährlich zusammenkommen.

### Finanzierung
Das Land Baden-Württemberg und die Stadt Stuttgart teilen sich die Kosten für die Ausstattung und den Betrieb je zur Hälfte. Die Baden-Württemberg Stiftung vermietet als Eignerin des Gebäudes die Räume an das Land; das Land übernimmt die Mietkosten. Die Initiative kann ein Arbeitszimmer im Hotel Silber mietfrei nutzen.
Wegen der regionalen Thematik des Erinnerungsorts Hotel Silber ist der Bund nicht an der Finanzierung beteiligt.

## Projektgeschichte

### Das Hotel Silber als Polizeizentrale
Im Hotel Silber war von 1928 bis 1933 in der Weimarer Republik das Polizeipräsidium Stuttgart zusammen mit der landesweit agierenden Politischen Polizei untergebracht. Danach wurde das Gebäude zum Hauptquartier der NS-Geheimpolizei (Gestapo) für Württemberg und Hohenzollern. In der Nachkriegszeit befanden sich hier verschiedene Dienststellen der von den Alliierten kommunalisierten Polizei. Nach der Gründung der Bundesrepublik Deutschland war das Gebäude von 1949 bis 1984 Gefängnisanstalt und Dienststelle der Kriminalpolizei, zunächst unter kommunaler Verwaltung und ab 1973 direkt dem Land Baden-Württemberg unterstellt.

### Bewahrung des Gebäudes vor dem geplanten Abriss
Im Zuge eines Neubauprojekts plante seit 2007 das Land Baden-Württemberg und die Kaufhauskette Breuninger den Abriss des Bürogebäudes Hotel Silber. Im Neubau sollte ein Erinnerungsort über die NS-Vergangenheit des Hotels Silber entstehen.
Für den Erhalt des Gebäudes sprach sich der Architekt Roland Ostertag aus. Zusammen mit Organisationen, die die Geschichtskultur und/oder -politik gestalten, gründete dieser die Initiative Lern- und Gedenkort Hotel Silber. Seit Februar 2009 forderte die Initiative, ein NS-Dokumentationszentrum im Hotel Silber unterzubringen. Die Investoren lehnten den Erhalt des Gebäudes ab, weil dadurch das Neubauprojekt unwirtschaftlich werden würde. Auch sei die Immobilie kein NS-Bau mehr. Durch die Kriegszerstörung, den Wiederaufbau und die nachfolgenden Umbaumaßnahmen sei „die NS-Nutzung nicht mehr substanziell kenntlich.“ Die Initiative hielt entgegen, dass das Gebäude „zum großen Teil den Bombenkrieg unbeschädigt überstanden hat“ und deshalb ein authentisches Gebäude aus der NS-Zeit sei. Der Antrag der Initiative auf Denkmalschutz vom April 2009 wurde abgelehnt.
Zunächst waren die SÖS und dann die Linkspartei die einzigen Fraktionen im Stadtrat, die sich für den Erhalt einsetzten.
Im Juli 2010 hielt die Stadt Stuttgart eine Expertenanhörung über das Hotel Silber ab. Der Mentor der Anhörung Micha Brumlik sprach sich dabei für den Erhalt des Gebäudes aus. Eine Mehrheit aus Grünen, CDU, FDP und den Freien Wählern folgte der Empfehlung nicht. Der Bebauungsplan, der drei Monate später aufgestellt wurde, sah deshalb nur den Erhalt des Kellers vor. Ein Stück Fassade des Hotel Silber sollte in die Außenwand eingebaut werden und als „Stolperstein“ dienen. Die SPD im Landtag und im Gemeinderat, die zunächst für den Abriss war, sprach sich im Herbst 2010 für den vollständigen Erhalt des Gebäudes aus.
Bei den GRÜNEN wurde am 9. Dezember 2010 das Votum der Basis eingeholt. Bei deren Kreismitgliederkonferenz setzte sich der zukünftige Betreiber des Erinnerungsortes, das Haus der Geschichte Baden-Württemberg, für den beschlossenen Abriss ein. Die Basis der Grünen votierte stattdessen für den Erhalt des Ostflügels, der von der britischen Luftwaffe 1944 nicht zerstört wurde. Für den Grünen-Fraktionschef im Stadtrat Werner Wölfle erschien dieses Votum für seine Fraktion nicht bindend, da es kein imperatives Mandat gebe. Der Beschluss seiner Partei sei darum eine Aufforderung mit den Investoren, um die Gebäudehälfte zu verhandeln. Danach müssten die vier Abrissgegnerinnen seiner 16-köpfigen Fraktion „die Realitäten anerkennen.“
Am 17. Januar 2011 veränderte die Initiative ihre Position. Die Sprecher der Initiative, Elke Banabak und Josef Klegraf, bekräftigten an diesem Tag gegenüber dem Hotel-Silber-Beirat der Stadt Stuttgart die „Grundforderung“ nach dem Erhalt des „Bestandsgebäudes“. Sie stellte allerdings nicht mehr die Forderung nach einem NS-Dokumentationszentrum für Stuttgart und Württemberg. Die Initiative sprach stattdessen von der geplanten NS-Gedenkstätte im Neubau. Deren Flächenbedarf sollte sich nicht an den räumlichen Vorstellungen der Investoren richten, sondern an inhaltlichen Kriterien.
Fünf Tage danach, am 23. Januar 2011, votierte der SPD-Landesparteitag gegen den Abriss und für die Einrichtung eines NS-Dokumentationszentrums. Einen Monat später kritisierte die Jugendorganisation der SPD (die JUSOS) die schwarz-grüne Koalition im Stuttgarter Gemeinderat. Diese wolle „ein Mahnmal an die Gewaltherrschaft der Nationalsozialisten“ zu Gunsten der wirtschaftlichen Interessen der Firma Breuninger abreißen. Der GRÜNE-Spitzenkandidat bei der Landtagswahl Winfried Kretschmann sollte sich zum Erhalt des Gebäudes bekennen.
Micha Brumlik, Roland Ostertag und die Jusos Baden-Württemberg gründeten unterdessen die Gruppe der Fünfzig. Dieser Zusammenschluss von Prominenten aus der SPD, den Gewerkschaften, der Wissenschaft, der Kultur und der Medien war vor und nach den Landtagswahlen aktiv und setzte sich für den vollständigen Erhalt des Hotel Silber als geschichtlichen Mahnmals ein. Eine NS-Gedenkstätte im Neubau mit dem Hotel Silber Keller würde den Ort zum Ort der Wächter, Folterer und Mörder machen, so die Gruppe. Hingegen würde der Ort der Schreibtischtäter in Staub aufgehen, „genau so wie einst sich die NS-Schreibtischtäter nach dem Krieg aus dem Staub gemacht haben.“ Die Gruppe der Fünfzig wandte sich vor allem an die Grünen. Diese sollten sich gegen den Teilabriss aussprechen. Den im Krieg unzerstörten Teil des Bürogebäudes beizubehalten, wie dies die Grünen anstrebten, würde den Ort der NS-Verbrechen zum Mahnmal gegen den Bombenkrieg machen.
Ende April 2011 einigten sich schließlich die neuen Regierungsparteien, die Grünen und die SPD, auf den Erhalt des Gebäudes. Das Land stieg im Herbst des gleichen Jahres als Investor beim Neubauprojekt aus. Vier Jahre später wurde beschlossen, den Erinnerungsort auf drei der vier Etagen des vom Krieg unzerstört gebliebenen Ostflügels unterzubringen.

### Auseinandersetzungen über Details des Projekts
Das Land plante seit 2007 eine Gedenkstätte über die NS-Vergangenheit des Hotel Silber. Im Jahr 2010 forderte die SPD, im Hotel Silber ein zentrales NS-Dokumentationszentrum einzurichten. Im April 2010 wurde bekannt, dass die CDU-geführte Landesregierung dieses Konzept ablehnte; sie argumentierte, die dezentralen Gedenkstätten in Baden-Württemberg leisteten bereits eine umfassende Darstellung der NS-Zeit. Nach dem Eintritt der SPD in die Landesregierung im Frühjahr 2011 wurde das Konzept der SPD nicht weiterverfolgt.
Zwei Jahre nach der Gründung der Initiative – im Januar 2011 – forderte diese, dass das Land nicht alleiniger Träger des Erinnerungsorts bleiben sollte. Die Stadt Stuttgart müsse Mitträger werden. Als Vertreterin der bürgerschaftlichen Organisationen forderte die Initiative auch ihre institutionelle Beteiligung. Die Forderungen nach Erweiterung der Trägerschaft konnte die Initiative durchsetzen. Zunächst anerkannte das Land im Februar 2012, dass die Initiative die Plattform für die Beteiligung von Bürgern und Organisationen am Projekt sei. Um hierbei als Rechtspartner des Landes und der Stadt agieren zu können, wandelte sich die Initiative zum eingetragenen Verein um. Anschließend sprach sich der Stuttgarter Gemeinderat im April 2012 mehrheitlich für die Projektbeteiligung der Kommune aus. Die gemeinsame Trägerschaft zwischen Land, Stadt und Initiative wurde im Jahr 2013 beschlossen.
Das Haus der Geschichte Baden-Württemberg begann Anfang 2011 mit den Planungen für den Erinnerungsort, an denen sich die Initiative einbringen konnte. Neun Monate später forderte die Initiative jedoch eine eigenständige Einrichtung. Als erstes wollte die Initiative gemeinsam mit NS-Forschern, Erinnerungspädagogen und Ausstellungsgestalter das Konzept für die Ausstellung und den Bildungsbereich ausarbeiten. Das Land lehnte aus „haushalts- und verwaltungstechnischen“ Gründen eine eigenständige Einrichtung ab.
Anfang 2012 wurde eine Arbeitsgruppe für die Dauerausstellung und den Bildungsplan eingerichtet mit dem Ziel, eine „einvernehmliche Lösung“ zwischen dem Haus der Geschichte Baden-Württemberg, der Stadt Stuttgart und der Initiative Lern- und Gedenkort Hotel Silber zu finden.
In der Projektphase gab es einen Runden Tisch, an dem auch die Fraktionen des Landtages und des Stadtrates, die politischen Jugendorganisationen der im Landtag vertretenen Parteien und gesellschaftlich relevante Organisationen vertreten waren.
170 Experten aus 8 Ländern erklärten im Sommer 2012 gegenüber dem Landtag und der Landesregierung ihre Bereitschaft, sich in das Vorhaben einzubringen. Micha Brumlik, Hans Ulrich Gumbrecht und Ernst Ulrich von Weizsäcker warben für den Cluster, der „Spitzenkompetenz“ einbringen und für die „Exzellenz“ des Projekts sorgen könne. Im Sommer 2014 mahnten Brumlik, Gumbrecht und von Weizsäcker erfolglos eine Rückmeldung an. Eine Kooperation mit dem Expertencluster kam letztlich nicht zustande.
In der Frühphase der Finanzierungsverhandlungen kritisierte die Landesarbeitsgemeinschaft der Gedenkstätten und Gedenkstätteninitiativen in Baden-Württemberg (LAGG), dass das Land mehr Geld für das Hotel Silber ausgebe als für die Förderung aller Gedenkstätten in Baden-Württemberg zusammen. Im April 2013 forderte sie deshalb, die jährlichen Fördergelder zu erhöhen. Das Land erfüllte schrittweise die finanziellen Forderungen der LAGG.

### Umbau und Eröffnung

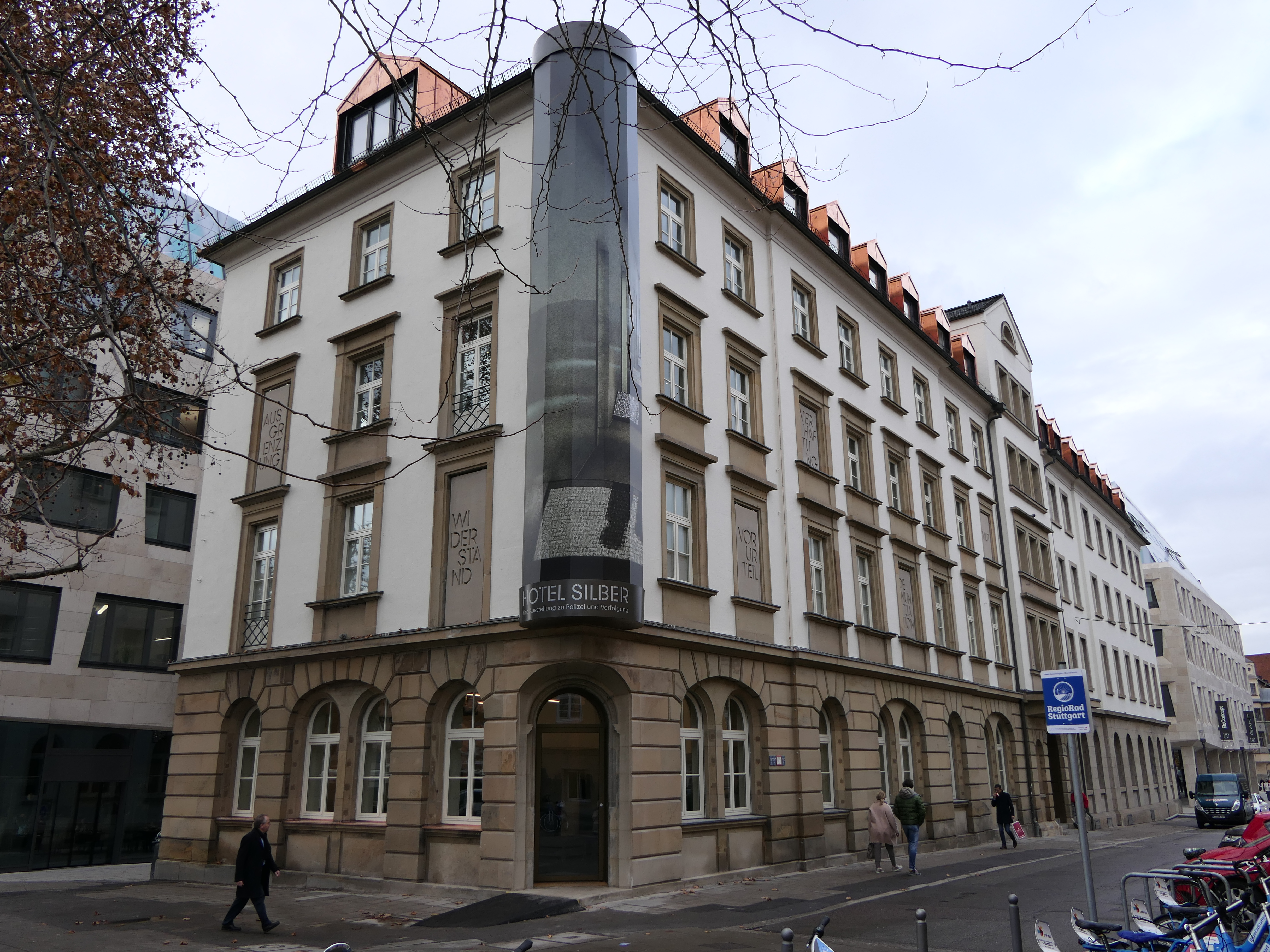
Der Ostflügel des Hotels Silber nach dem Umbau

2017/18 wurden drei Etagen der Ostflügels zum Museum umgebaut. Die noch vorhandenen Grundrisse aus der NS-Zeit wurden einzig im ersten Obergeschoss weitgehend erhalten. Der Haupteingang wurde von der Gebäudemitte an der Dorotheenstraße an die Ecke zur Holzstraße verlegt, wo sich früher der Eingang zur Gaststätte befand. 
Der Erinnerungsort wurde am 3. Dezember 2018 im Beisein zahlreicher Ehrengäste eröffnet. Petra Olschowski, Staatssekretärin im Ministerium für Wissenschaft, Forschung und Kunst, und Oberbürgermeister Fritz Kuhn hielten Ansprachen. In der anschließenden Eröffnungswoche fanden zahlreiche Veranstaltungen statt.